# Edson Brum
Edson Brum (Rio Pardo, 2 de janeiro de 1966) foi um político brasileiro, filiado ao MDB até 2022. Atualmente encerrou suas atividades político-partidárias para exercer a função de Conselheiro do Tribunal de Contas do Rio Grande do Sul, indicado pela Assembleia Legislativa gaúcha.
Nascido de uma família política de Rio Pardo, integrou o movimento estudantil, se filiando no PMDB aos 18 anos. Em 2002 buscou ser eleito como deputado estadual, ficando como suplente e assumindo o cargo de presidente da Fundação de Desenvolvimento e Recursos Humanos na gestão de Germano Rigotto.
Com a renúncia de João Osório, virou deputado estadual, sendo reeleito em 2006, 2010, 2014 e 2018.
Em 2010, foi um dos Deputados Estaduais do Rio Grande do Sul que votou a favor do aumento de 73% nos próprios salários em dezembro, fato esse que gerou uma música crítica chamada "Gangue da Matriz" composta e interpretada pelo músico Tonho Crocco, que fala em sua letra os nomes dos 36 deputados (inclusive o de Edson Brum) que foram favoráveis a esse autoconcedimento salarial; Giovani Cherini como presidente da Assembleia Legislativa do Rio Grande do Sul na ocasião entrou com uma representação contra o músico, Cherini falou que era um crime contra honra e o título era extremamente agressivo e fazia referência a criminosos que mataram o jovem Alex Thomas, na época Adão Villaverde que se tornou o sucessor na presidência da Assembleia Legislativa, expressou descontentamento discordando da decisão de Cherini, mas em agosto do mesmo ano o próprio Giovani Cherini ingressou com petição pedindo o arquivamento contra o músico com a alegação que não era vítima no processo (seu nome não aparecia na letra, pois como presidente do parlamento gaúcho na ocasião não podia votar) e que defendia a liberdade de expressão, na época Tonho recebeu apoio de uma loja que espalhou 20 outdoors pela capital Porto Alegre e também imenso apoio por redes sociais.
Foi eleito presidente de Assembleia Legislativa do Rio Grande do Sul em 2015. Em 2021, foi nomeado para chefiar a Secretaria de Desenvolvimento Econômico, comandando por 15 meses a pasta, até ser indicado pela Assembleia Legislativa gaúcha para exercer a função de Conselheiro do Tribunal de Contas Estadual (TCE-RS), empossado em 14 de junho de 2022.

## Juventude e formação
De ascendência tanto paterna quanto materna alemã, Edson Brum nasceu em Rio Pardo numa família de tradição política. Formou-se em marketing político e fez parte do movimento estudantil.

## Carreira política

### Deputado estadual (2005-2022)
Edson Brum disputou sua primeira eleição em 1998, quando recebeu 19 mil votos e ficou como suplente. Disputou novamente em 2002, quando obteve a primeira suplência do PMDB, no governo de Germano Rigotto e assumiu o cargo de presidente da Fundação de Desenvolvimento e Recursos Humanos. Tornou-se deputado estadual quando João Osório foi para o Tribunal de Contas do Estado do Rio Grande do Sul.
Em 2006, foi reeleito como deputado estadual com 43 mil votos, sendo o líder de governo da Yeda Crusius em 2008. Novamente reeleito em 2010, foi deputado de oposição ao Tarso Genro, fazendo duras críticas a gestão econômica do petista. Foi presidente do PMDB gaúcho entre 2012 e 2015.
Nas eleições de 2014, em 5 de outubro, foi eleito deputado estadual à Assembleia Legislativa do Rio Grande do Sul na 54ª legislatura (2015 — 2019). Assumiu o cargo em 1 de fevereiro de 2015, cujo mandato expirou em 1 de fevereiro de 2019. 
Foi presidente da Assembleia Legislativa do Rio Grande do Sul durante o primeiro ano da legislatura. Em sua gestão, criou a procuradoria da mulher, cortou 140 funções gratificadas e economizou R$ 85 milhões. Como presidente da Assembleia chegou a quebrar o empate em prol do governo. Exerceu o cargo de governador no final de 2015.
No ano de 2016, propôs e presidiu a Frente Parlamentar para Discutir as Questões Ligadas à Pesca Profissional e Artesanal no Rio Grande do Sul, e, em 2018, a Frente Parlamentar Estadual em Defesa do Bombeiro Civil.
Disputou reeleição em 2018, apoiando a reeleição de Sartori. Foi reeleito com 43 mil votos, no entanto Sartori não obteve sucesso, perdendo para Eduardo Leite. Nessa legislatura, integrou a base governista de Eduardo Leite, votou favoravelmente às privatizações da CEEE, Sulgás e CRM, junto com o Reforma RS, porém foi contrário a prorrogação da majoração da alíquota do ICMS em 2018 e se absteve na votação da reforma tributária de 2019.
Em 2020, assumiu a presidência da Frente Parlamentar da Agropecuária Gaúcha da Assembleia Legislativa. Neste ano, ocupava a presidência da Comissão de Constituição e Justiça (CCJ) e era titular da Comissão de Finanças, Planejamento, Fiscalização e Controle, quando em 9 de março de 2021, assumiu a Secretaria de Desenvolvimento Econômico do Rio Grande do Sul, ficando até o dia 14 de junho de 2022, quando deixou a Secretaria, renunciou o mandato de Deputado Estadual, e foi empossado nesta data como Conselheiro do Tribunal de Contas do Estado (TCE/RS), indicado pela Assembleia Legislativa para suprir a cadeira que era ocupada por Algir Lorenzon, que se aposentou.

### Secretário de Desenvolvimento Econômico do Rio Grande do Sul (2021-2022)
Em 2021, foi anunciado como novo secretário de desenvolvimento econômico no Governo de Eduardo Leite, assim se licenciando do cargo de deputado estadual e assumiu o suplente Clair Kuhn. A nomeação foi vista como parte de uma aproximação entre o MDB e o PSDB do governador Eduardo Leite, com a legenda tendo seu espaço na gestão expandido e possivelmente ambos os partidos apresentando um candidato em conjunto para as eleições de 2022.
Em seu mandato como secretário de Desenvolvimento Ecônomico, foram aprovados o PL 75/2021, que desburocratizava o Fundo Operação Empresa, o PL 76/2021, que atualizava o Proedi, e implementou o programa Juro Zero, subsidiando pequenas empresas.
Em junho de 2022, Edson Brum foi exonerado do cargo para regressar à Assembleia Legislativa, sendo sucedido pelo seu secretário-adjunto, Joel Ernesto Lopes Maraschin.

## Vida pessoal
Edson Brum é divorciado e possui dois filhos, Matheus e João Felipe. Seu irmão mais novo, Edivilson Brum, é ex-prefeito de Rio Pardo e Deputado Estadual.
Durante a pandemia de COVID-19, chegou a ser infectado pelo vírus e passar uma semana na UTI, recuperou-se da doença depois de 14 dias.

## Desempenho em eleições
| Ano  | Eleição                       | Partido | Candidato a       | Votos          | Resultado |
| ---- | ----------------------------- | ------- | ----------------- | -------------- | --------- |
| 1998 | Estadual no Rio Grande do Sul | PMDB    | Deputado estadual | 19.123 (0,44%) | Suplente  |
| 2002 | Estadual no Rio Grande do Sul | PMDB    | Deputado estadual | 25.937 (0,48%) | Suplente  |
| 2006 | Estadual no Rio Grande do Sul | PMDB    | Deputado estadual | 43.917 (0,81%) | Eleito    |
| 2010 | Estadual no Rio Grande do Sul | PMDB    | Deputado estadual | 67.397 (1,20%) | Eleito    |
| 2014 | Estadual no Rio Grande do Sul | PMDB    | Deputado estadual | 55.887 (1,00%) | Eleito    |
| 2018 | Estadual no Rio Grande do Sul | MDB     | Deputado estadual | 43.836 (0,82%) | Eleito    |